# Relationer mellan Finland och Norge

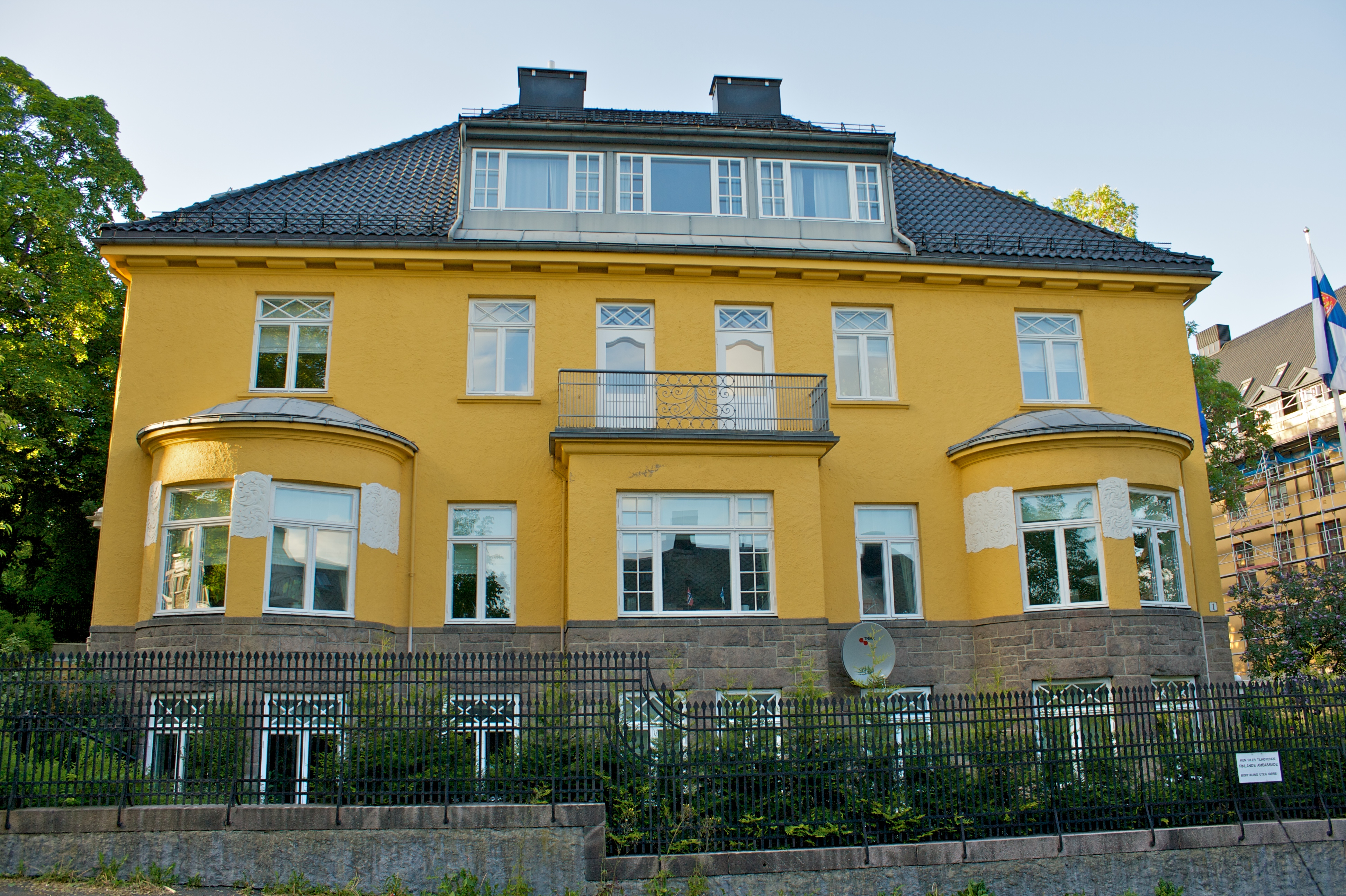
Finlands ambassad i Oslo.

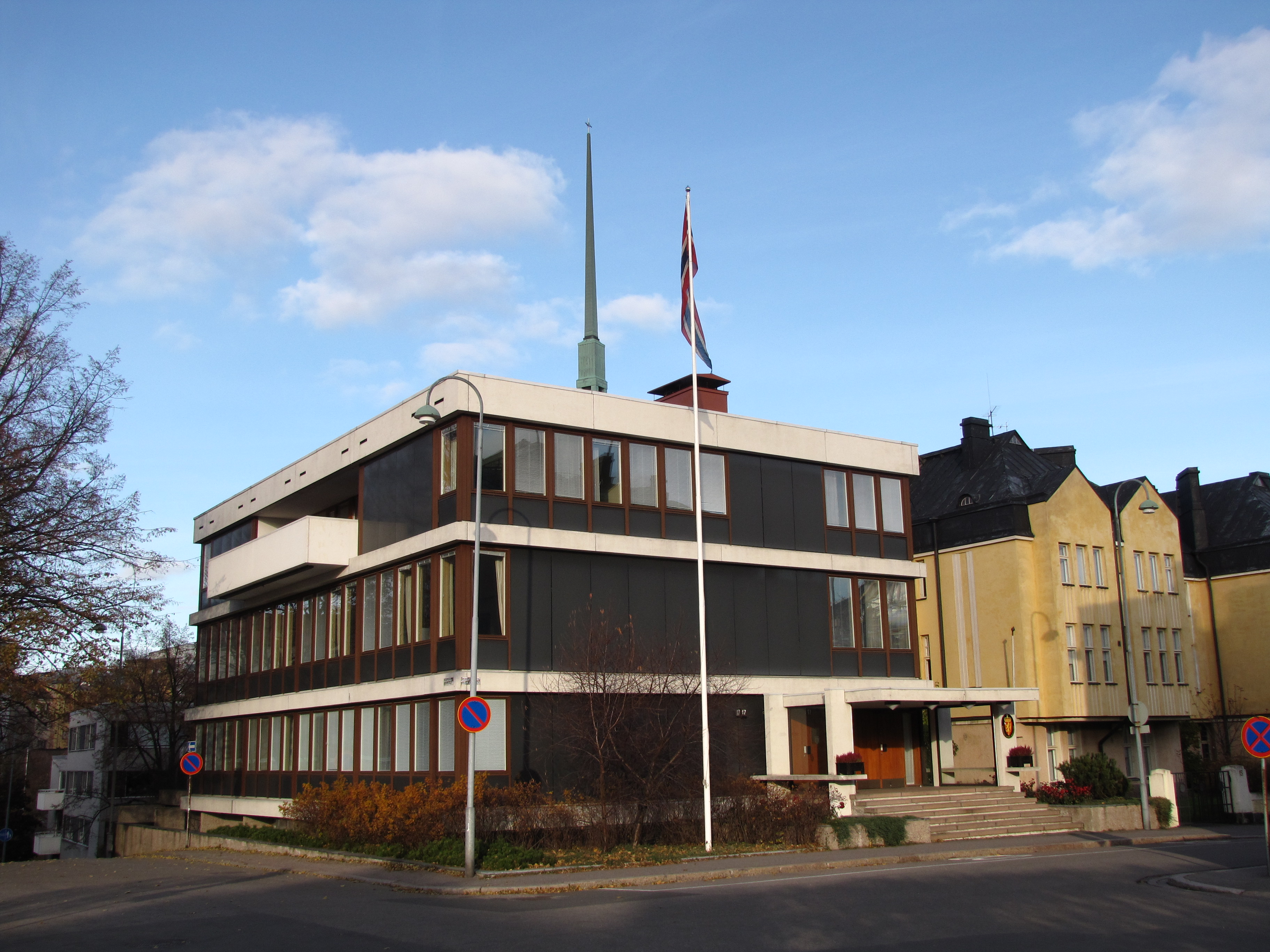
Norges ambassad i Helsingfors

Relationer mellan Finland och Norge inleddes på diplomatisk nivå 1918, efter Finlands självständighetsförklaring i december 1917. Finland har en ambassad i Oslo, och Norge har en i Helsingfors.
Decennierna kring år 1900 fruktade många i Norge finländsk invandring och kvänerna i Nordnorge, och myntade begreppet "finska faran". Ett tag fanns i Norge planer på att annektera delar av Lappland (framför allt "armen" som gick ut från nordväst och fram till Storfjords kommun) som buffertområden. Kontroversen försvann dock snart, och någon öppen konflikt utbröt aldrig.
Båda staterna är med i Nordiska rådet, Östersjöstaternas råd och Europarådet. Det finns cirka 2 000 norska medborgare som bor i Finland, medan cirka 6 332 finländare (15 000–60 000 om kvänerna räknas med) som bor i Norge.

### Fotnoter
1. ↑  Norge Arkiverad 4 juni 2013 hämtat från the Wayback Machine.. Utrikesministeriet. Läst 28 september 2011
2. ↑  Eriksen, Knut Einar; Niemi, Einar (1981) (på norska). Den finske fare. Sikkerhetsproblemer og minoritetspolitikk i nord 1860–1944. Oslo: Universitetsforlaget. ISBN 82-00-05574-4
3. ↑  Statistics Norway